# Embajada de España en Cabo Verde
La Embajada de España en Cabo Verde es la máxima representación legal del Reino de España en la República de Cabo Verde.

## Embajador
La actual embajadora es Ana Paredes Prieto, quien fue nombrada por el gobierno de Pedro Sánchez el 5 de julio de 2022.

## Misión diplomática
En Cabo Verde se encuentra una única representación diplomática de España, que está ubicada en la capital del país, Praia, y fue creada en 1977. Aunque no tuvo carácter residente hasta 2006, siendo nombrado el primer embajador residente en 2007.

## Historia
La antigua colonia portuguesa de Cabo Verde obtuvo la independencia en 1975; España estableció relaciones diplomáticas el 21 de diciembre de 1977, pero los asuntos diplomáticos en el país insular dependían de la Embajada española de Senegal hasta 2007, cuando se nombró al primer embajador residente. 